# Yatra (película de 2019)
Yatra (en inglés: Journey ) es una película biográfica en idioma télugu de la India de 2019, basada en el padayatra de YS Rajasekhara Reddy, quien se desempeñó como Ministro Principal de Andhra Pradesh desde mayo de 2004 hasta junio de 2009 en representación del Congreso Nacional Indio . La película producida por Vijay Chilla, Shashi Devi Reddy bajo la dirección de 70mm Entertainments y dirigida por Mahi V Raghav . Está protagonizada por Mammootty en el papel principal como Y.S. Rajasekhara Reddy y música compuesta por K. El rodaje comenzó el 20 de junio de 2018 en Hyderabad .
La película se estrenó el 8 de febrero de 2019 junto con versiones dobladas en malayalam y tamil.

## Reparto
- Mammootty como Y. S. Rajasekhara Reddy.[8]
- Japathi Babu como Y.S.Raja Reddy (Cameo).
- Suhasini Maniratnam como Sabitha Indra Reddy.
- Ashrita Vemuganti como Y.S. Vijayamma
- Rao Ramesh como K.V.P. Ramachandra Rao.
- Anasuya Bharadwaj como Gowru Charitha Reddy.
- Sachin Khedekar como Ghulam Nabi Azad.
- Posani Krishna Murali como Yadlapati Venkatarao.
- Prudhvi Raj como Sujaya Krishna Ranga Rao.
- Vijayachander como Mandipalli Narayana Reddy.
- Thalaivasal Vijay como Tulla Devender Goud.
- Jeeva como Kinjarapu Yerran Naidu.
- Thotapalli Madhu como V. Hanumantha Rao.
- Vinod Kumar como K. Chennakesava Reddy.
- Nagineedu como Telapalli Raghavayya.
- Nassar como el profesor Venkatappa.
- Surya como el Doctor.
- Dil Ramesh como Veerappa.
- Mahesh Achanta as Obulesh.
- Ravi Kale como Henchman.
- Sanjay Swaroop como D.C.P.
- Chatrapathi Sekhar como granjero.
- Kalyani como la  Trabajadora.

## Banda sonora
La música está compuesta por K, mientras que la letra está escrita por Sirivennela Sitaramasastri. El primer sencillo "Samara Shankham" fue lanzado el 2 de septiembre de 2018 en el aniversario de la muerte de YS Rajasekhara Reddy.
| Yatra                             | Yatra        |
| --------------------------------- | ------------ |
| Banda sonora por K                |              |
| Lanzada                           | 2019         |
| Grabada                           | 2018-2019    |
| Género                            | Banda sonora |
| Duración                          | 21:25        |
| Idioma                            | Télugu       |
| Productor                         | K            |
| Cronología de K                   |              |
| London Babulu Yatra (2017) (2019) |              |

| N.º             | Título                  | Letras                     | Cantante(s)           | Duración |
| --------------- | ----------------------- | -------------------------- | --------------------- | -------- |
| 1.              | "Samara Shankham"       | Sirivennela Sitaramasastri | Kaala Bhairava        | 3:40     |
| 2.              | "Rajanna Ninnapagalara" | Sirivennela Sitaramasastri | Vandemataram Srinivas | 3:21     |
| 3.              | "Pallello Kala Undhi"   | Sirivennela Sitaramasastri | S.P. Balasubrahmanyam | 4:00     |
| 4.              | "Mandhito Patugaa"      | Sirivennela Sitaramasastri | Saicharan Bhasakaruni | 2:41     |
| 5.              | "Nee Raka Kosam"        | Sirivennela Sitaramasastri | Shankar Mahadevan     | 4:21     |
| 6.              | "Maruginava Rajanna"    | Penchal Das                | Penchal Das           | 3:22     |
| Duración total: | Duración total:         | Duración total:            | Duración total:       | 21:25    |

## Producción
A principios de enero de 2018, los productores Vijay Chilla y Shashi Devireddy, bajo su bandera 70MM Entertainments, habían registrado el título Yatra, mientras que el director  Mahi V. Raghav se encontraba en la fase final del guion.

### Casting
El director Mahi V. Raghav dijo que Mammootty fue la primera opción para interpretar el papel de YS Rajasekhara Reddy, pero tomó casi cinco meses para traerlo a bordo.
En abril de 2018, Posani Krishna Murali fue elegido para interpretar a Sureedu, el asistente personal de YSR. En mayo, el actor hindú Sachin Khedekar fue seleccionado para interpretar al exministro Principal de Andhra Pradesh N. Bhaskara Rao, mientras que Rao Ramesh fue elegido para interpretar a KVP Ramachandra Rao, un asociado cercano de Reddy. En junio, Suhasini Maniratnam fue elegida para interpretar a Sabitha Indra Reddy, figura hermana de Reddy y la primera mujer Ministra del Interior en Andhra Pradesh, mientras que la actriz de televisión Anasuya Bharadwaj interpretaba a un político del distrito de Kurnool. En julio, Jagapathi Babu fue seleccionado para presentar a YS Raja Reddy, el padre de YSR.

## Lanzamiento
La película se estrenó el 8 de febrero de 2019.

## Crítica

### Recepción de la crítica
Hemanth Kumar de Firstpost dio 3 de 5 estrellas diciendo: "Yatra se siente como su título". La ruta es larga y a veces te conmueve hasta las lágrimas, pero sin grandes giros o vueltas que te dejen asombrado de todo el viaje".
Manoj Kumar R de The Indian Express dio 3 de 5 estrellas diciendo: "Más allá de la política, la película Yatra de Mahi V Raghav, protagonizada por Mammootty, también funciona como un drama humano decente".
Karthik Kumar, del Hindustan Times, dio 3 de 5 estrellas diciendo: "El docudrama de Mammootty está en su mejor momento cuando se centra en el padayatra, desprovisto de cualquier giro importante que normalmente te deja asombrado".
IndiaGlitz dio 3 de 5 estrellas diciendo que "'Yatra' podría haber ido más allá de esas escenas de acción y momentos familiares. Una película de una sola cara, carece de matices. La fabulosa actuación de Mammootty es la gracia salvadora. Unos pocos momentos melodramáticos pueden funcionar con secciones de la audiencia. Los departamentos técnicos hacen un muy buen trabajo, especialmente la música".
Sify dio 3 de 5 estrellas diciendo: "Las películas políticas funcionan más si tienes una inclinación política similar".
Venkat Arikatla Great Andhra dio 3 de 5 estrellas diciendo "Más que política, las secuencias emocionales funcionan bien para todos".

### Taquilla
Yatra ha recogido ₹5 crore en los primeros cinco días. Según un informe de International Business Times de febrero de 2019, la película había recaudado un total de ₹28.75 crore en la taquilla mundial en 14 días. Sin embargo, según un informe de diciembre de 2019 del International Business Times, la película sólo ha recaudado ₹ 14,30 millones de rupias, lo que la convierte en un fracaso financiero.